# Błażejowice (gromada)
Błażejowice (od 31 XII 1959 Mochów) – dawna gromada, czyli najmniejsza jednostka podziału terytorialnego Polskiej Rzeczypospolitej Ludowej w latach 1954–1972.
Gromady, z gromadzkimi radami narodowymi (GRN) jako organami władzy najniższego stopnia na wsi, funkcjonowały od reformy reorganizującej administrację wiejską przeprowadzonej jesienią 1954 do momentu ich zniesienia z dniem 1 stycznia 1973, tym samym wypierając organizację gminną w latach 1954–1972.
Gromadę Błażejowice z siedzibą GRN w Błażejowicach (w obecnym brzmieniu Błażejowice Dolne) utworzono – jako jedną z 8759 gromad na obszarze Polski – w powiecie prudnickim w woj. opolskim, na mocy uchwały nr VII/28/54 WRN w Opolu z dnia 4 października 1954. W skład jednostki weszły obszary dotychczasowych gromad Błażejowice, Leśnik, Mianów, Mochów i Zawada (bez przysiółka Wawrzyńcowice) ze zniesionej gminy Gostomia w tymże powiecie. Dla gromady ustalono 23 członków gromadzkiej rady narodowej.
31 grudnia 1959 do gromady Błażejowice włączono obszar zniesionej gromady Kierpień oraz wieś Wierzch ze zniesionej gromady Wierzch w tymże powiecie, po czym gromadę Błażejowice zniesiono przez przeniesienie siedziby GRN z Błażejowic do Mochowa i zmianę nazwy jednostki na gromada Mochów.